# Hilda's Lovers
Hilda's Lovers è un cortometraggio muto del 1911 diretto da Bert Haldane.

## Trama
Un agente di polizia cerca di conquistare una ragazza arrestando un suo rivale in amore, ma quest'ultimo poi finge di essere morto.

## Produzione
Il film fu prodotto dalla Hepworth.

## Distribuzione
Distribuito dalla Hepworth, il film - un cortometraggio di 160 metri - uscì nelle sale cinematografiche britanniche nel giugno 1911.
Si conoscono pochi dati del film che, prodotto dalla Hepworth, fu distrutto nel 1924 dallo stesso produttore, Cecil M. Hepworth. Fallito, in gravissime difficoltà finanziarie, il produttore pensò in questo modo di poter almeno recuperare il nitrato d'argento della pellicola.